# Barranc de Tendrui
El barranc de Tendrui, és un barranc de l'antic municipi de Gurp de la Conca, actualment inclòs en el terme municipal de Tremp, al Pallars Jussà.
Es forma a 898 m. alt., en un circ de muntanya format a llevant pels contraforts de la Serra Mitjana, al nord pel cim del Gravet, i a ponent per la Serra de Sant Adrià, per la unió de tot de barrancs de muntanya, entre els quals destaca el barranc del Sallent de l'Àguila. Davalla cap al sud-est, passant a ponent dels pobles de Sant Adrià i de Tendrui, i continua cap al sud-est fins que s'aboca en el barranc de Ricós al nord del poble de Claret, prop del Pou de Gel.